# Chile Open 2023
Chile Open 2023 — тенісний турнір, що проходив на ґрунтових кортах у місті Сантьяго (Чилі) з 27 лютого по 5 березня. Належав до категорії ATP 250.

## Фінальна частина

### Одиночний розряд
Ніколас Яррі —  Томас Мартін Етчеверрі 6–7(5–7), 7–6(7–5), 6–2

### Парний розряд
Андреа Пеллегрино /  Андреа Вавассорі —  Тьягу Сейбот Вілд /  Matías Soto 6–4, 3–6, [12–10]